# Iglesia de Santa María della Purità (Nardò)
La iglesia de Santa Maria della Purità es una iglesia en el centro histórico de Nardò, en la provincia de Lecce.

## Descripción
Construido por voluntad del noble obispo Antonio Sanfelice, junto con el adyacente instituto para la educación de niñas en situación de riesgo, fue construido entre 1710 y 1724 según los dibujos y modelos del arquitecto Ferdinando Sanfelice, hermano de obispo y alumno de Francesco Solimena, y hoy es uno de los pocos edificios religiosos aún existentes creados por el arquitecto napolitano. El edificio religioso fue consagrado por el propio obispo el 15 de enero de 1722. La fachada, de inspiración borrominiana, está modulada por la alternancia de superficies cóncavas y convexas, realzadas por molduras, y es rica en elementos decorativos tomados del repertorio napolitano de la época. El interior se desarrolla en planta de cruz griega, con brazos muy cortos, resaltados por cuatro pilastras, que enmarcan tres grandes capillas, con bóveda de cañón y decoradas con exuberantes motivos de estuco. En el brazo central se encuentra el altar mayor de mármol policromado, en la pared detrás del cual se encuentra el lienzo que representa la Virgen entre los santos, obra del propio Ferdinando Sanfelice. Al pie del altar se encuentra la tumba del obispo Sanfelice, fundador del conjunto monumental. Los otros dos brazos albergaban, respectivamente, el altar policromado dedicado a San Nicolás a la derecha y el dedicado a San Genaro a la izquierda: hoy sólo quedan los dos lienzos al óleo que representan a San Nicolás entre los santos y el Martirio de San Genaro, obras del mismo arquitecto. La bóveda que cubre la parte central de la iglesia es una bóveda cruzada por dos nervios redondos que, partiendo de las pilastras, están cortados en ángulo recto en clave: en los cuatro lunetos resultantes se abren otras tantas ventanas mixtilíneas.